# Sąd ziemski

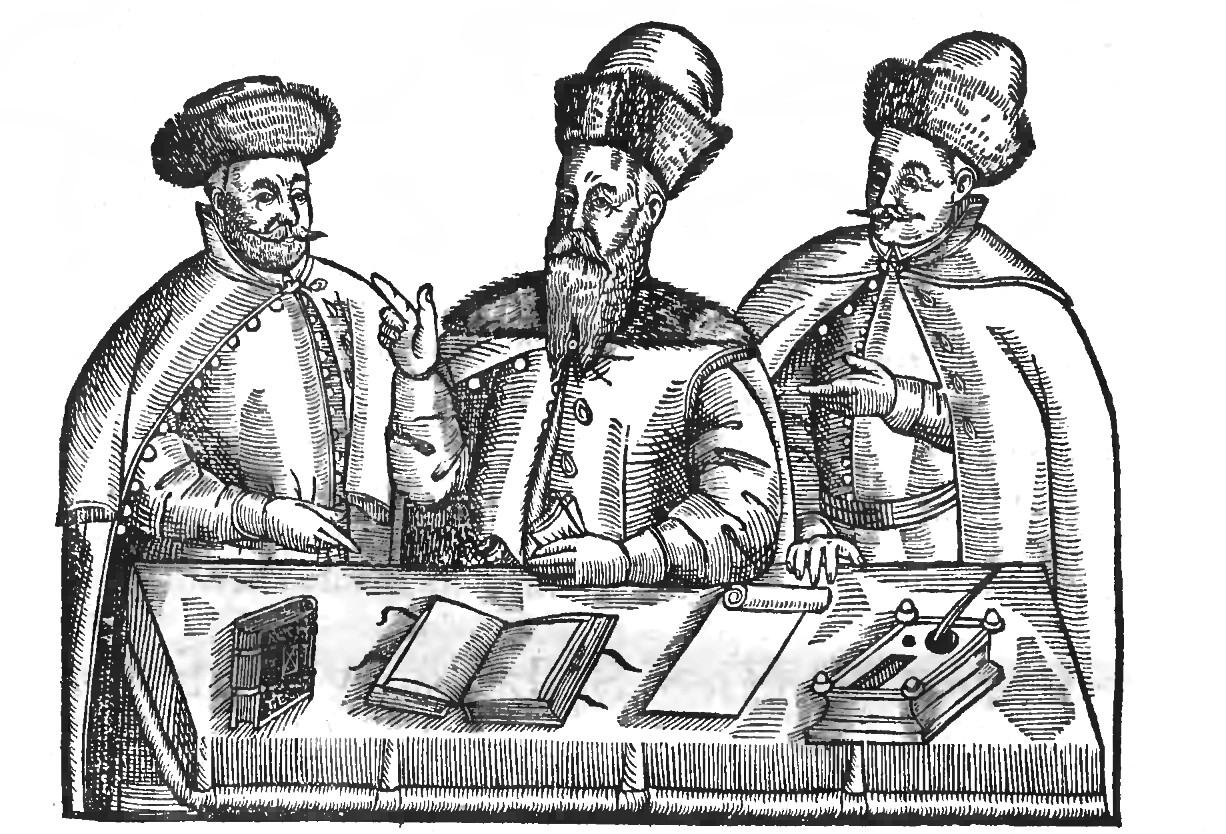
Sąd ziemski na rycinie z dzieła Stanisława Sarnickiego Statuta i metryka przywilejów koronnych z 1594

Sąd ziemski – szlachecki sąd w Królestwie Polskim i Rzeczypospolitej Obojga Narodów. Wywodził się z sądu książęcego na dworze i przez to miał status sądu monarchy, co było o tyle istotne, iż szlachta osiadła mogła być sądzona jedynie przez sąd monarszy.
Działał w każdej ziemi i województwie. Objeżdżał on województwo i odbywał sesje w poszczególnych powiatach. Określone terminy, w których sądził sąd ziemski, nazywano roczkami. Przywileje nieszawskie stanowiły, że w każdym powiecie mają się odbywać 4 sesje rocznie.
W Małopolsce w skład sądu ziemskiego wchodzili: sędzia ziemski, podsędek, od czterech do sześciu asesorów ze szlachty, pisarz ziemski oraz woźny. W Wielkopolsce i na Mazowszu w skład sądu ziemskiego wchodzili: starosta, sędzia ziemski, podsędek, wojewoda, podkomorzy, chorąży oraz pisarz.
W XV w. zanikali asesorowie i wykształcał się zwyczaj, potwierdzony przez przywileje nieszawskie, iż kandydatów na sędziego, podsędka i pisarza w poczwórnej liczbie wyznacza sejmik ziemski, zaś wyboru dokonuje król. W praktyce władca nominował jednak pierwszego kandydata wskazanego na liście. Od przełomu XV i XVI w. w całej Koronie sąd ziemski miał skład „małopolski”. Po zawarciu unii lubelskiej i przeprowadzeniu reformy sądownictwa na Wielkim Księstwie Litewskim, wprowadzone zostało tam sądownictwo szlacheckie oparte na wzorcach koronnych, z zachowaniem pewnych odmienności przewidzianych w statutach litewskich. Na Mazowszu przed przyjęciem prawa polskiego w 1576 podkomorzy lub jego zastępca stanowili organ pomocniczy wykonujący jedynie wyrok sądu ziemskiego w sprawie granicznej. Najpóźniej wprowadzono sądownictwo ziemskie w Prusach Królewskich i Inflantach Polskich.
Właściwość rzeczowa sądu ziemskiego obejmowała wszystkie sprawy, w których pozwanym był szlachcic osiadły, z wyjątkiem tych zastrzeżonych dla sądu grodzkiego (cztery artykuły grodzkie) oraz podkomorskiego. Księgi sądów ziemskich już w XVI w. zaczęły tracił popularność na rzecz ksiąg grodzkich, które wskutek nadawania poszczególnym grodom prawa przyjmowania transakcji wieczystych (prawa wieczności). Sąd mógł uznać się niezdolnym do orzekania w jakiejś sprawie i, jeśli byłaby wyjątkowo skomplikowana, odesłać ją do rozstrzygnięcia do sądu wiecowego, sejmikowego lub królewskiego. Oprócz spraw karnych i cywilnych orzekały także w sprawach o naganę szlachectwa czy niezapłacone myto. Ponadto sprawowały kontrolę nad orzecznictwem sądów wiejskich.
W początkowym okresie funkcjonowania sądownictwa ziemskiego, podmiotami które stawały przed nim byli zarówno szlachcice posesjonaci, jak również, chłopi, wójtowie, mieszczanie i duchowni. Przez cały XV w. szlachta zabiegała o przekształcenie sądów ziemskich we właściwe tylko w sprawach szlachty osiadłej. Udało się jej to ostatecznie w XVI w. W Prusach Królewskich Korektura pruska dopuściła stawanie przed sądami ziemskimi mieszczan posesjonatów i urzędników miejskich na równi ze szlachtą osiadłą. W  XVIII w. jurysdykcji sądów ziemskich poddano także gburów, czyli osadników holenderskich z Żuław.
Na upadek znaczenia sądownictwa ziemskiego, oprócz nadania prawa wieczności sądom grodzkim, złożyło się także wydłużanie przerw pomiędzy kadencjami sądowymi do czterech, trzech, a nawet dwóch w ciągu roku. Wobec tak rzadkiego zbierania się składów sądów ziemskich (na co duży wpływ miała szlachta) kompetencje przejmowały sądy grodzkie. Sądy ziemskie nie dochodziły do skutku także w okresie wojen, konfederacji i bezkrólewia. W połowie XVII w. sądownictwo ziemskie ustało na całym obszarze Rzeczypospolitej z powodu trudności z obsadzeniem dożywotnich urzędów sądowych. W XVIII w. próbowano ożywić funkcjonowanie sądownictwa ziemskiego, jednak sejm czteroletni zlikwidował je wraz z grodzkimi, tworząc w ich miejsce jednolite sądy ziemiańskie.